# Tacca leontopetaloides
arrow-root de Tahiti
Espèce
Synonymes
- Chaitaea tacca Sol. ex Seem.[2] [3]
- Chaitea tacca Solander ex Parkinson[2] [3]
- Leontice leontopetaloides L.[2] [4] [3]
- Tacca abyssinica Hochst. ex Baker[2] [3]
- Tacca artocarpifolia Seem.[2]
- Tacca brownii var. paeoniifolia Limpr.[2]
- Tacca brownii Seem.[2] [3]
- Tacca dubia Schult. & Schult.f.[2] [3]
- Tacca gaogao Blanco[2] [3]
- Tacca guineensis G. Don ex Loudon[2]
- Tacca hawaiiensis H. Limpr.[5]
- Tacca hawaiiensis H.Limpr.[3]
- Tacca involucrata Schumach. & Thonn.[3]
- Tacca involucrata Schumach.[5]
- Tacca maculata Zipp. ex Span.[3]
- Tacca oceanica Seem.[3]
- Tacca phallifera Schult. & Schult.f.[3]
- Tacca pinnatifida J. R. Forst. & G. Forst.[5]
- Tacca quanzensis Welw.[3]
- Tacca umbrarum Jum. & H.Perrier[3]
- Tacca viridis Hemsl.[3]

Statut de conservation UICN

 LC  : Préoccupation mineure
L’arrow-root de Tahiti (Tacca leontopetaloides) est une espèce de plantes à fleurs monocotylédones de la famille des ignames (Dioscoreaceae). C'est une plante herbacée vivace tropicale. Ses tubercules racinaires âcres et amers s'adoucissent par la culture et fournissent par lavage une fécule blanche nourrissante.
Cet amidon alimentaire était historiquement l'ingrédient de base du po’e. Son usage a progressivement décliné au XIXe siècle en Polynésie, concurrencé par le manioc, introduit à cette époque dans la plupart des îles hautes, bénéficiant d'un meilleur rendement et d'une plus grande facilité d'extraction de sa fécule.

## Galerie

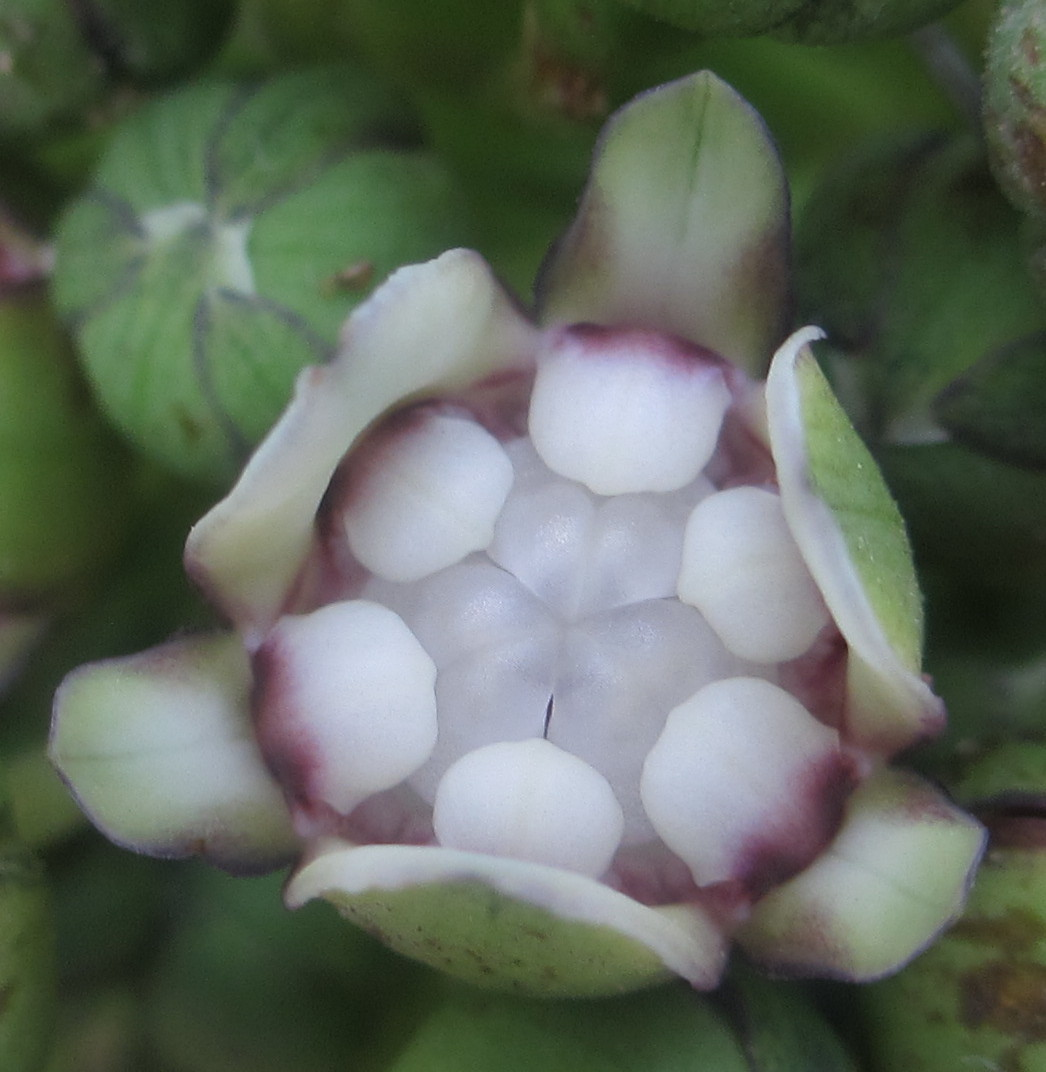
Fleur
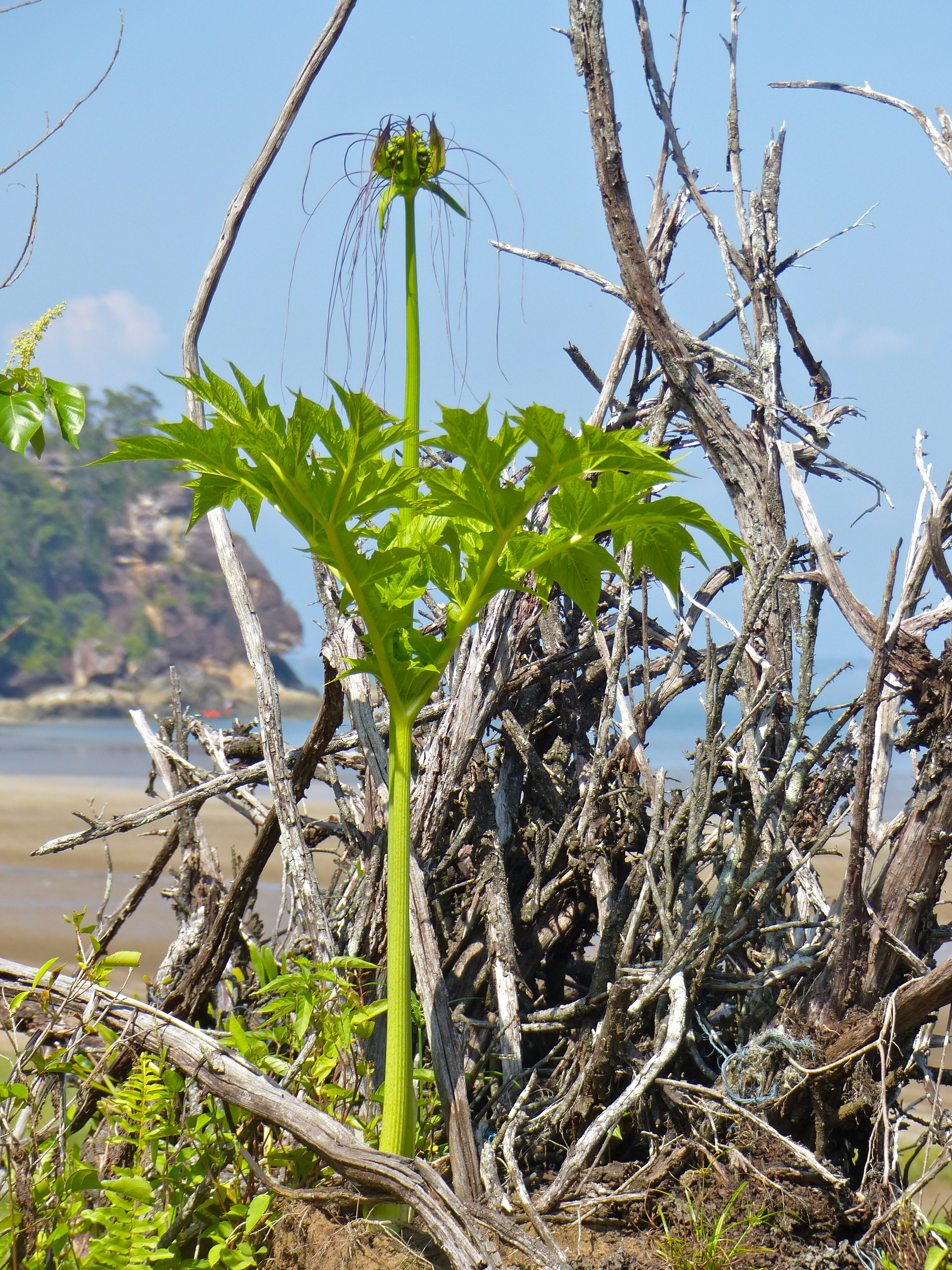
Arrow-root de Tahiti (Parc national de Bako, Malaisie)
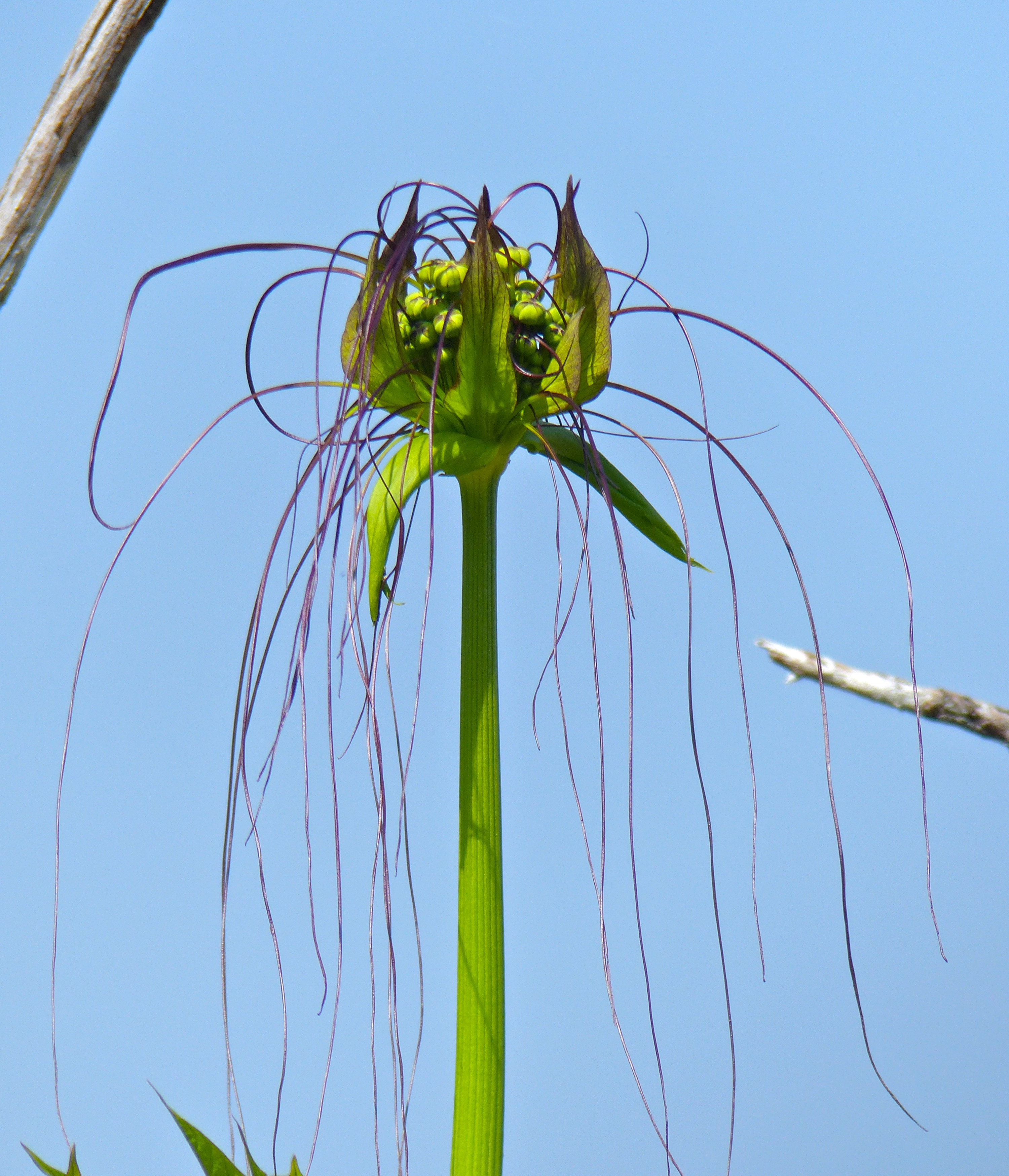
Détail de l’inflorescence